# 国民議会 (南スーダン)
暫定国民議会（ざんていこくみんぎかい、英語: Transitional National Legislature）は、南スーダンの立法府である。

## 概要
上院に相当する暫定全州評議会と下院に相当する暫定国民立法議会の両院で構成する。